# مايكل بلومبيرغ
مايكل روبنز بلومبرغ (بالإنجليزية: Michael Bloomberg)‏، (مواليد 14 فبراير 1942)، هو رجل أعمال أمريكي وسياسي وفاعل خير ومؤلف. وهو صاحب غالبية أسهم والمؤسس المشارك لشركة «بلومبرغ إل بي»، وكان عمدة مدينة نيويورك من 2002 إلى 2013 ولفترة وجيزة كان من المرشحين في الانتخابات التمهيدية للرئاسة الديمقراطية لعام 2020.
نشأ بلومبيرغ في ميدفورد بولاية ماساتشوستس وتخرج من جامعة جونز هوبكينز وكلية هارفارد للأعمال. بدأ حياته المهنية في شركة سالومون برزرز للوساطة المالية قبل أن يؤسس شركته الخاصة في عام 1981. تلك الشركة التي سميت ببلومبيرغ إل بي، وهي شركة للمعلومات المالية والبرمجيات والإعلام، وتشتهر ببرنامج محطة بلومبرغ. أمضى بلومبرغ السنوات العشرين التالية كرئيس مجلس إدارة والمدير التنفيذي للشركة. في عام 2020 صنفته مجلة فوربس على أنه من أغنى الشخصيات في العالم في المرتبة السادسة عشرة حيث تقدر ثروته الصافية بـ 48 مليار دولار في 7 أبريل 2020، واعتبارًا من 21 يوليو 2020، احتل بلومبرغ المرتبة الثامنة في فوربس (400) بصافي ثروة قدرها 60.1 مليار دولار. تبرع بلومبرغ بمبلغ 8.2 مليار دولار بعد توقيعه على تعهد العطاء.
بصفته عمدة مدينة نيويورك، أنشأ بلومبرغ مدارس عامة مستقلة، وأعاد بناء البنية التحتية المدنية ودعم مراقبة الأسلحة ودعم مبادرات الصحة العامة وحماية البيئة. وقد ترأس إجراءات إعادة تقسيم مناطق واسعة من المدينة مما سهل القيام بالبناء التجاري والسكني الضخم والواسع النطاق بعد هجمات 11 سبتمبر. يُعتقد أن بلومبرغ كان له تأثير بعيد المدى على السياسة وقطاع الأعمال وثقافة مدينة نيويورك خلال ولاياته الثلاث كرئيس للبلدية. وقد واجه انتقادات كبيرة لتوسيعه برنامج التوقف والتفتيش «ستوب اند فريسك» في المدينة، والذي تراجع عنه باعتذار قبل خوضه الانتخابات الرئاسية لعام 2020.
أطلق بلومبرغ رسميًا في نوفمبر 2019 حملته ليترشح لمنصب رئيس الولايات المتحدة عن الحزب الديمقراطي في انتخابات 2020. أنهى حملته في مارس 2020، بعد أن فاز بـ 61 مندوبًا فقط. دعم بلومبيرغ حملته التمهيدية بـ 935 مليون دولار مسجلاً الرقم القياسي لأغلى حملة انتخابات تمهيدية رئاسية أمريكية.

## النشأة والتعليم
وُلد بلومبرغ في مستشفى سانت إليزابيث في برايتون (أحد أحياء بوسطن) في ماساتشوستس في 14 فبراير 1942 وهو ابن ويليام هنري بلومبيرغ (1906-1963) وهو محاسب في شركة ألبان، وأمه هي وشارلوت (ني روبنز) بلومبرغ (1909-2011). تم تسمية مركز بلومبيرغ في كلية هارفارد للأعمال تكريما لوليام هنري والد مايكل. ولد بلومبرغ لعائلة يهودية، وهو عضو في معبد إيمانو-إيل في مانهاتن. كان جد بلومبرغ (والد والده) ألكسندر «إليك» بلومبرغ يهوديًا بولنديًا. وكان جد بلومبيرغ لأمه (ماكس روبنز) مهاجرًا من اليهود الليتوانيين من بيلاروسيا الحالية. ولدت جدته لأمه في نيويورك لأبوين يهوديين من ليتوانيا. عاشت الأسرة في ألستون حتى بلغ بلومبرج عامين ثم اقاموا في بروكلين بولاية ماساتشوستس لمدة عامين أخرى واستقروا أخيرًا في ضاحية ميدفورد بولاية ماساتشوستس حيث عاش حتى بعد تخرجه من الكلية.
كان بلومبرغ نسر كشافة في مدرسته وتخرج من مدرسة ميدفورد الثانوية في عام 1960. تابع دراسته في جامعة جونز هوبكنز، حيث انضم إلى نادي الرجال فاي كابا بسي وصنع زي التميمة المدرسية (الطائر الأزرق). تخرج عام 1964 بدرجة بكالوريوس العلوم في الهندسة الكهربائية.  في عام 1966 ، تخرج من كلية هارفارد للأعمال بدرجة ماجستير في إدارة الأعمال.

## مسيرته في مجال الأعمال
في عام 1973 ، أصبح بلومبيرغ شريكًا عامًا في سالومون براذرز وهو بنك استثماري كبير في وول ستريت حيث ترأس تداول الأسهم وبعد ذلك ترأس تطوير الأنظمة. في عام 1981 اشترت شركة فيبرو شركة سالومون براذرز وتم تسريح بلومبيرغ من البنك الاستثماري بشراء 10 ملايين دولار نقدًا من حصته في الشركة.
بعد أن صمم بلومبرغ أنظمة مالية محوسبة داخلية لشركة سالمون، استخدم هذه الأموال وأنشئ شركة لخدمات البيانات تسمى أنظمة السوق المبتكرة (IMS) بناءً على اعتقاده بأن وول ستريت ستدفع علاوة مالية مقابل معلومات الأعمال عالية الجودة التي يتم تسليمها على الفور من خلال محطات الكمبيوتر في مجموعة متنوعة من التنسيقات القابلة للاستخدام. باعت الشركة محطات كمبيوتر مخصصة توفر بيانات السوق في الوقت الفعلي والحسابات المالية والتحليلات الأخرى لشركات وول ستريت. طرحت المحطة، التي كانت تسمى  محطة ماركت ماستر، في السوق في ديسمبر 1982.
أعادت الشركة تسمية نفسها بلومبرغ إل بي في عام 1986 على مر السنين تم إطلاق المنتجات المساعدة وهي اخبار بلومبرغ وراديو بلومبرغ  ورسائل بلومبرغ ودفتر بلومبرغ التجاري  حققت شركة بلومبرغ إل بي إيرادات تقارب 10 مليارات دولار في عام 2018. وفي عام 2019 أصبح لدى الشركة أكثر من 325000 مشترك في المحطة حول العالم وتوظف 20000 شخص في عشرات المواقع.
تم تشبيه ثقافة الشركة في الثمانينيات والتسعينيات بالأخوة حيث كان الموظفون يتفاخرون في مكتب الشركة بشأن بطولاتهم الجنسية. تمت مقاضاة الشركة أربع مرات من قبل موظفات بتهمة التحرش الجنسي بما في ذلك حادثة ادعت فيها إحدى الضحايا أنها تعرضت للاغتصاب.  للاحتفال بعيد ميلاد بلومبرغ الـ 48، نشر الزملاء كتيبًا بعنوان بلومبرغ المتنقل: ذكاء وحكمة مايكل بلومبرغ.
انتقدت العديد من الأقوال المختلفة التي نُسبت إليه لاحقًا لأنها متحيزة ضد المرأة أو معادية للمرأة.
عندما ترك منصب الرئيس التنفيذي لمتابعة مهنة سياسية كرئيس لبلدية مدينة نيويورك تم استبدال بلومبيرغ بليكس فينويك ولاحقًا استلم دانييل إل. دوكتوروف المنصب بعد خدمته الأولية كنائب عمدة في عهد بلومبرغ. بعد الانتهاء من ولايته الأخيرة كرئيس لبلدية مدينة نيويورك أمضى بلومبرغ الأشهر الثمانية الأولى له خارج المنصب كعامل خير بدوام كامل. في خريف 2014 أعلن أنه سيعود إلى بلومبرغ إل بي كمدير تنفيذي في نهاية عام 2014 خلفًا لدكتوروف الذي قاد الشركة منذ فبراير 2008. استقال بلومبرغ من منصب الرئيس التنفيذي لشركة بلومبرغ إل بي للترشح للرئاسة في عام 2019.

## وصلات خارجية
- مايكل بلومبيرغ على موقع IMDb (الإنجليزية)
- مايكل بلومبيرغ على موقع الموسوعة البريطانية (الإنجليزية)
- مايكل بلومبيرغ على موقع روتن توميتوز (الإنجليزية)
- مايكل بلومبيرغ على موقع مونزينجر (الألمانية)
- مايكل بلومبيرغ على موقع ألو سيني (الفرنسية)
- مايكل بلومبيرغ على موقع أول موفي (الإنجليزية)
- مايكل بلومبيرغ على موقع قاعدة بيانات برودواي على الإنترنت (الإنجليزية)
- مايكل بلومبيرغ على موقع قاعدة بيانات الأفلام السويدية (السويدية)
- مايكل بلومبيرغ على موقع إن إن دي بي (الإنجليزية)
- مايكل بلومبيرغ على موقع قاعدة بيانات الفيلم (الإنجليزية)

الموقع الرسمي لشركة بلومبيرغ